# Aksamitnik białobrzuchy
Aksamitnik białobrzuchy (Hyliota australis) – gatunek małego ptaka z rodziny aksamitników (Hyliotidae). Występuje w południowej i środkowej Afryce. Zamieszkuje subtropikalne lub tropikalne lasy suche i sawanny.

## Podgatunki i zasięg występowania
W zależności od ujęcia systematycznego wyróżnia się 3 lub 4 podgatunki:
- H. a. slatini – północno-wschodnia Demokratyczna Republika Konga, zachodnia Uganda i zachodnia Kenia. Raz odnotowany w Kamerunie.
- H. a. inornata – Angola, południowa Demokratyczna Republika Konga, Zambia, północno-zachodnie Zimbabwe oraz południowo-zachodnie Malawi po północno-zachodni Mozambik.
- aksamitnik białobrzuchy[3] (H. a. australis) – środkowe Zimbabwe, środkowy i południowy Mozambik oraz północno-wschodnia RPA.
- aksamitnik białoskrzydły[3] (H. a. usambara) – północno-wschodnia Tanzania. Takson sporny, przez niektórych systematyków podnoszony do rangi gatunku[4][5].

## Morfologia
Długość ciała 11,5–13 cm; masa ciała 9,5–12 g. Podgatunek usambara: długość ciała 11 cm; masa ciała 9,5–11,2 g.

## Status
Międzynarodowa Unia Ochrony Przyrody (IUCN) od 2010 roku uznaje aksamitniki białobrzuchego i białoskrzydłego za osobne gatunki i klasyfikuje je następująco:
- aksamitnik białobrzuchy (H. australis) – gatunek najmniejszej troski (LC – Least Concern). Liczebność populacji nie została oszacowana, ale ptak ten opisywany jest jako rzadki. BirdLife International ocenia trend liczebności populacji jako spadkowy ze względu na postępujące niszczenie siedlisk[2].
- aksamitnik białoskrzydły (H. usambara) – gatunek zagrożony (EN, Endangered). Liczebność populacji szacowana na 600–1700 dorosłych osobników. Trend liczebności populacji uznawany za spadkowy ze względu na wycinkę lasów[7].